# Gries (Mistelgau)
Gries ist ein Gemeindeteil der Gemeinde Mistelgau im Landkreis Bayreuth (Oberfranken, Bayern). Gries liegt in der Gemarkung Obernsees.

## Geografie
Die Einöde liegt in einer Talmulde eines namenlosen Zuflusses der Erlichbaches. 0,5 km nordwestlich erhebt sich die bewaldete Anhöhe Rappersberg (534 m ü. NHN), 0,6 km südwestlich der Knock (548 m ü. NHN), der als Naturschutzgebiet ausgezeichnet ist. Ein Anliegerweg führt zur Kreisstraße BT 1 bei Braunersberg (0,6 km südöstlich).

## Geschichte
Der Hof war ursprünglich ein Eigengut der Herren von Aufseß. 1676 wurde der Ort erstmals urkundlich genannt, als die Aufseß diesen den Markgrafen von Brandenburg-Kulmbach zu Lehen auftrugen.
Gegen Ende des 18. Jahrhunderts bestand Gries aus einem Anwesen. Die Hochgerichtsbarkeit stand dem bayreuthischen Stadtvogteiamt Bayreuth zu. Grundherr des Söldengutes war das Rittergut Mengersdorf. Bei der Vergabe der Hausnummern erhielt Gries die Nummer 4 des Ortes Braunersberg.
Von 1797 bis 1810 unterstand der Ort dem Justiz- und Kammeramt Bayreuth. Mit dem Gemeindeedikt wurde Gries dem 1812 gebildeten Steuerdistrikt Truppach und der im gleichen Jahr gebildeten Ruralgemeinde Obernsees zugewiesen. Am 1. Mai 1978 wurde Gries im Zuge der Gebietsreform in Bayern in die Gemeinde Mistelgau eingegliedert.

## Einwohnerentwicklung
| Jahr      | 001822 | 001861 | 001871 | 001885 | 001900 | 001925 | 001950 | 001961 | 001970 | 001987 |
| Einwohner | 4      | 4      | 7      | 7      | *      | *      | 9      | 3      | 5      | 7      |
| Häuser    | 1      |        |        | 1      | *      | *      | 1      | 1      |        | 1      |
| Quelle    | [ 8 ]  | [ 11 ] | [ 12 ] | [ 13 ] | [ 14 ] | [ 15 ] | [ 16 ] | [ 17 ] | [ 18 ] | [ 1 ]  |

## Religion
Gries ist evangelisch-lutherisch geprägt und nach St. Jakob (Obernsees) gepfarrt.